# Šime Červar
Šime Červar (* 17. Oktober 1874 in Poreč; † 17. Jänner 1931 in Skopo) war ein istrianischer Politiker und römisch-katholischer Priester. Er war Abgeordneter zum istrianischen Landtag.

## Leben
Červar wurde mit Unterstützung seines Onkels, dem Bischof von Poreč-Pula Juraj Dobrila, am kroatischen Gymnasium in Rijeka erzogen. Er studierte zwischen 1893 und 1897 Theologie in Görz und empfing dort das Sakrament der Ordination am 13. Juli 1897. Er war in der Folge von 1897 bis 1898 als Kaplan in Buzct eingesetzt und wirkte danach als Pfarr-Administrator von 1898 bis 1899 in Novaki, von 1899 bis 1901 in Roč, von 1901 bis 1902 in Grožnjan und von 1902 bis 1903 in Zrenj, bevor er 1903 die Stelle des Pfarrers in Zrenj annahm.
Červar war für die nationale Wiederbelebungsbewegung aktiv und wurde 1909 zum Mitglied des istrischen Parlaments gewählt. Er vertrat dort die Kurie der Landgemeinden. Nach dem Ausbruch des Ersten Weltkriegs wurde er von den österreichischen Behörden 1915 verhaftet und zusammen mit seinem Bruder Gjuro Červar in Ljubljana inhaftiert. Erst nach Kriegsende konnte er in das nun italienisch gewordene Istrien zurückkehren. Er setzte dort seine Tätigkeit als Pfarrer von Zrenj fort, wurde jedoch vor den Wahlen 1921 von italienischen Faschisten aus Zrenj in das Motovun-Gefängnis gebracht, wo er grausam gefoltert wurde. Berichten zufolge hatten ihm die Faschisten zuvor den Kiefer gebrochen, ihm eine italienische Flagge zwischen die gefesselten Hände gesteckt und ihn gezwungen „Evviva L’Italia!“ zu rufen.
Nach seiner Entlassung aus dem Gefängnis zog er sich zu den Schulschwestern nach Tomaj (heute Gemeinde Sežana) zurück, wo er sich etwas erholen konnte. Dennoch blieb sein Gesundheitszustand dauerhaft beeinträchtigt. Er kehrte in der Folge nach Zrenj zurück, erhielt jedoch kein Gehalt, da ihn die Behörden nicht als Pfarrer anerkannten. Nachdem er seine Rente beantragt und erhalten hatte, akzeptierte er 1930 das Exil und ging nach Skopo, wo er kurz darauf verstarb. Auf Grund seiner Geschichte wurde Červar von Zeitgenossen als Märtyrer beschrieben. Auch seine bei ihm lebende Mutter soll auf Grund der Ereignisse früh verstorben sein.